# ليه بيسلي
ليه بيسلي (بالإنجليزية: Les Beasley)‏ هو مغني أمريكي، ولد في 16 أغسطس 1928 في كروكيت في الولايات المتحدة، وتوفي في 17 نوفمبر 2018.